# Vivantes Humboldt-Klinikum

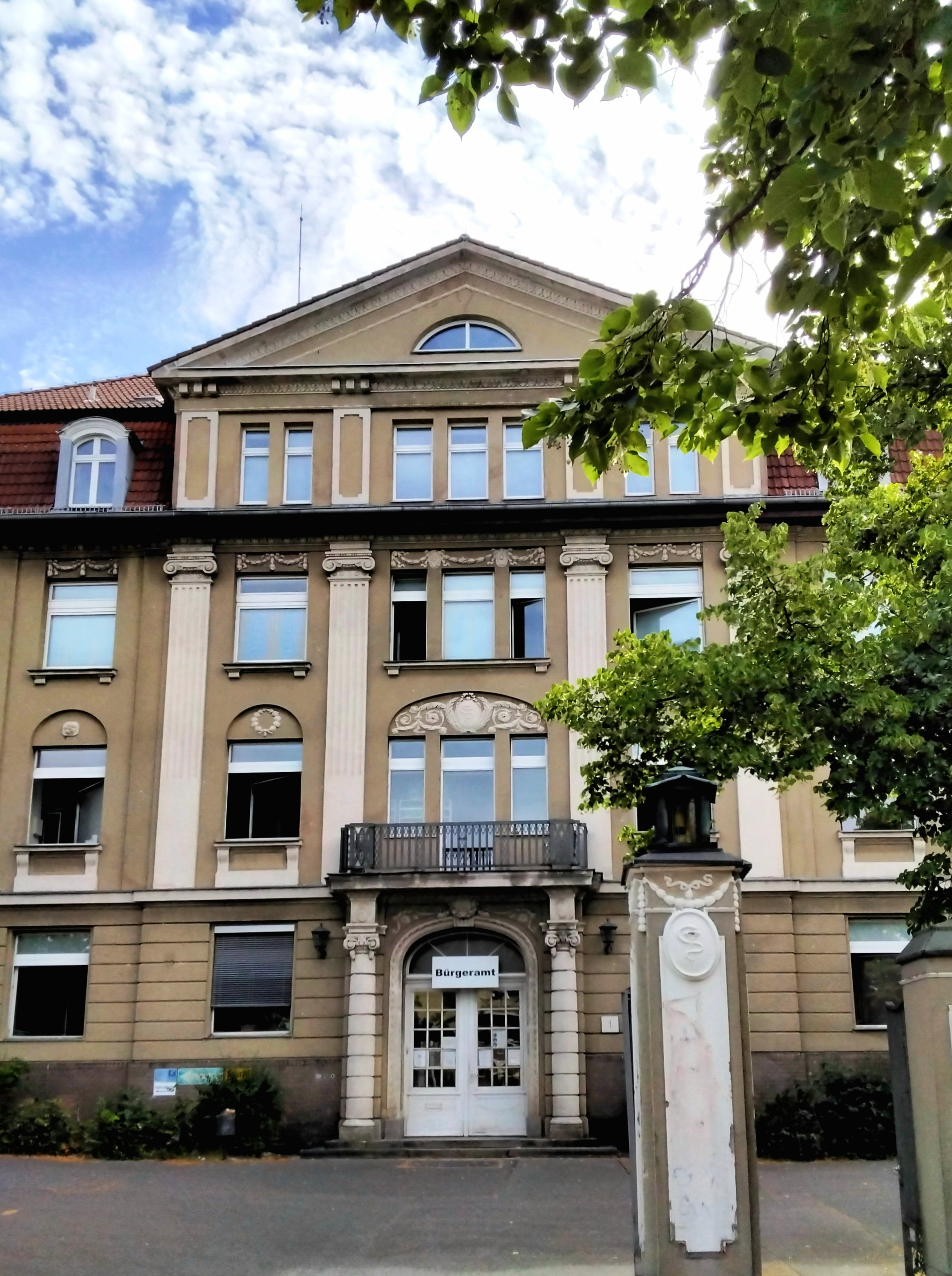
Humboldt-Krankenhaus am historischen Standort Teichstraße in Berlin-Reinickendorf, aktuell Bürgeramt
(Stand: 2022)

Das Vivantes Humboldt-Klinikum (ⓘ) ist ein 1985 erbautes Krankenhaus im Berliner Ortsteil Borsigwalde des Bezirks Reinickendorf. Es gehört zum Klinikverbund des landeseigenen Klinikbetreibers Vivantes und ist Akademisches Lehrkrankenhaus der Charité – Universitätsmedizin Berlin. Vom Betreiber selbst wird das Krankenhaus auch als Unfallkrankenhaus kategorisiert.

## Lage und Vorgeschichte
Das Vivantes Humboldt-Klinikum besteht aus den Standorten Am Nordgraben (ehemals: Humboldt-Krankenhaus), Frohnauer Straße (Wiesengrund) und Oranienburger Straße (ehemals: Karl-Bonhoeffer-Nervenklinik). Die Gebäude auf dem Gelände des historischen Standortes des Humboldt-Krankenhauses an der Teichstraße zählen offiziell nicht mehr zum Humboldt-Klinikum, sondern werden von Vivantes als Forum für Senioren geführt. Dieses erste Krankenhaus für die Berliner Vorortgemeinden wurde 1908–1910 von den Architekten Mohr & Weidner als Verbands-Krankenhaus der Gemeinden Reinickendorf, Tegel, Wittenau und Rosenthal geplant und errichtet. Sie führten auch die künstlerische Bearbeitung der Inneneinrichtungen aus. Gebäude und Gelände wurden nach dem Zweiten Weltkrieg von der französischen Besatzungsmacht beschlagnahmt und als Militärhospital unter dem Namen Hôpital Militaire Louis Pasteur betrieben. 1952 wurde das Hospital an den Bezirk Reinickendorf zurückgegeben und als kommunales Krankenhaus bis zum Jahr 1985 weitergeführt. Heute beherbergt das Areal zwischen Teichstraße, St. Galler Straße und Romanshorner Weg verschiedene Einrichtungen des Bezirksamtes Reinickendorf.
Bereits zum 1. Januar 1997 fusionierten die beiden heutigen Standorte, damals allerdings noch unter dem Namen Krankenhaus Reinickendorf, seit Gründung der Vivantes GmbH wird die Bezeichnung Vivantes Humboldt-Klinikum genutzt. Die Rettungsstelle am Standort Am Nordgraben besitzt einen Hubschrauberlandeplatz, sodass diese direkt von dem in Berlin eingesetzten Rettungshubschrauber Christoph 31 angeflogen werden kann. Pro Jahr werden in der Klinik rund 65.000 Patienten behandelt, davon etwa 40.000 ambulant.
Auf dem Gelände Am Nordgraben wurde 2008 ein Neubau für die Klinik für Psychiatrie, Psychotherapie und Psychosomatik fertiggestellt, der Entwurf dazu stammt von dem Büro tönies + schröter + jansen. Dasselbe Büro entwarf auch die „Komfortklinik“ des Humboldt-Klinikums, die 2010 eröffnet wurde und insbesondere auf Patienten aus dem Ausland zielt.
Im Januar 2021 wurde auf Weisung des Gesundheitsamtes Reinickendorf die gesamte Klinik unter Quarantäne gestellt, nachdem bis zum 23. Januar 2021 bei Personal und Patienten 20 Fälle der B.1.1.7 (Alpha-) Variante von SARS-CoV-2 nachgewiesen wurden. Es handelte sich deutschlandweit um das erste festgestellte Cluster der zu diesem Zeitpunkt noch neuen Virusmutation (siehe auch COVID-19-Pandemie).

## Struktur
Mit Ablauf des Jahres 2011 verfügte das Humboldt-Klinikum insgesamt über elf medizinische Fachabteilungen und mehr als 600 Betten. Die Fachabteilungen gliedern sich dabei wie folgt:

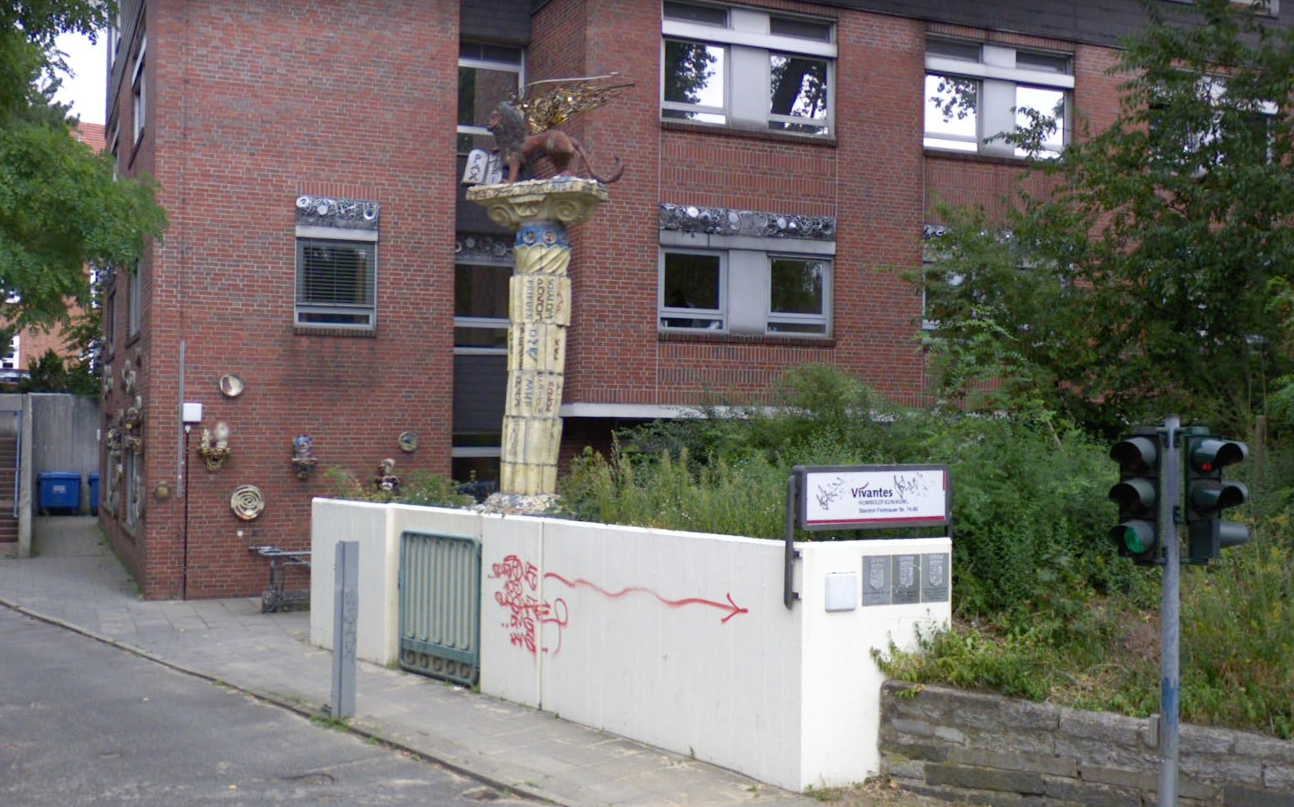
Haupteingang Wiesengrund des Vivantes Humboldt-Klinikum (Frohnauer Straße), 2008

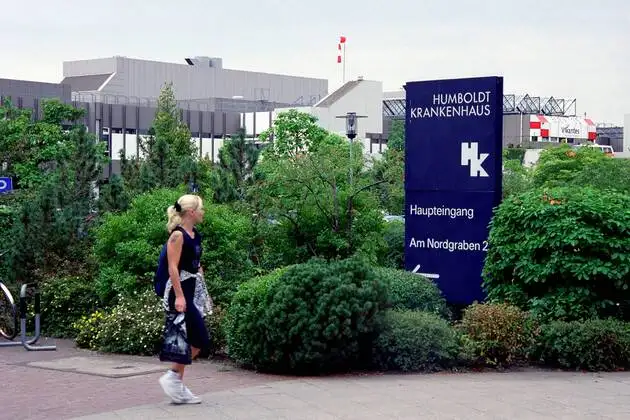
Haupteingang Nordgraben im Jahr 2001 kurz nach der Vivantes-Gründung

- Anästhesie, operative Intensivmedizin und Schmerztherapie
- Chirurgie
- Geburtsmedizin
- Innere Medizin
  - Gastroenterologie und Diabetologie
  - Nephrologie
  - Kardiologie und konservative Intensivmedizin
- Neurologie
- Psychiatrie, Psychotherapie und Psychosomatik
- Radiologie und interventionelle Therapie
- Unfallchirurgie und Orthopädie
- Urologie

Darüber hinaus befindet sich im Humboldt-Klinikum eine der beiden Vivantes-eigenen Apotheken, die Apotheke Nord. Diese versorgt nicht nur das Humboldt-Klinikum, sondern auch das Klinikum Spandau und das Klinikum im Friedrichshain.
Liste der  Humboldt-Krankenhäuser in Berlin:
- Humboldt-Krankenhaus (örtlicher Bereich Nordgraben), Am Nordgraben 2, 13509 Berlin
- Humboldt-Krankenhaus (örtlicher Bereich Wiesengrund), Frohnauer Straße 74–80, 13467 Berlin
- Humboldt-Krankenhaus (örtlicher Bereich Teichstraße), Teichstraße 65, 13407 Berlin
- Humboldt-Krankenhaus (Karl-Bonhoeffer-Nervenklinik), Oranienburger Straße 285, 13437 Berlin